# Theotima kivuensis
Theotima kivuensis là một loài nhện trong họ Ochyroceratidae. Loài này phân bố ở Congo.